# スペースシップ III
スペースシップ III
- 用途：スペースプレーン
- 製造者：スペースシップ・カンパニー
- 運用者：ヴァージン・ギャラクティック
- 生産数：1
- 生産開始：2021年
- 運用状況：開発中止

スペースシップ III（英語: SpaceShip III、SS3, ローマ数字のIII; 以前は SpaceShipThree）は、
スペースシップツーに続くヴァージン・ギャラクティックによる次のクラスのスペースプレーンである。2021年2月25日にヴァージン・ギャラクティックのTwitterアカウントで、2021年3月30日に最初のスペースプレーンの展開を発表した。
しかし2024年現在まで飛行しておらず、製造中のVSS ImagineとVSS Inspireはともに新型のDelta Class開発のための地上試験などに転用されることが報じられている。

## コンセプトの進化
2005年にSpaceShipThreeに最初に提案された目的は、スケールド・コンポジッツの創設者であるバート・ルータンによる「Tier 2」と呼ばれるプログラムの一部としての民間軌道宇宙飛行でした 。
2008年までに、スケールド・コンポジッツはこれらの計画を削減し、大気圏外を移動するポイントツーポイント旅客機となる概念設計を明確にしました 。2008年までに、SpaceShipThreeの概念は、ポイントツーポイントの衛星軌道経由を介した輸送に使用され、スペースプレーンはカンガルールートで2時間の飛行です（ロンドンからシドニーまたはメルボルンへ）。
2007年、スケールドはノースロップ・グラマンに売却され 、スケールドによるScaledSS3の概念に関するさらなる作業は、ある時点で終了しました。
2015年、スケールドはノースロップ・グラマンによって研究ユニットとして再編成されました。ヴァージン・ギャラクティックは、SS2のメーカーであるスペースシップ・カンパニーの完全な支配権を2012年に取得した。この技術は、2004年にライセンス供与されたポール・アレンのモハーヴェ・エアロスペース・ベンチャーズが所有する基本技術に基づいて構築されました 。2018年にアレンは亡くなり、その後、バルカン・グループでの宇宙活動はしていない状況。
2016年までに、リチャード・ブランソンは、ヴァージン・ギャラクティックとスペースシップカンパニーのために、スペースシップツーへのポイントツーポイントのサブオービタルスペースライナーのフォローアップを計画していた。

## コンセプトの見直し
現在のスペースシップIIIは、ヴァージン・ギャラクティックの宇宙旅行者に数分の無重力と景色を提供するように設計されているため、スペースシップツーは性能をアップグレードしたバージョンです。2016年に以前に想定されていたポイントツーポイント輸送ではありません。
2021年初頭、ヴァージン・ギャラクティックは、定型化されたフォントで「SPACESHIP3」と表示された名前でスペースプレーンをTwitterアカウント発表した。

## 開発
最初のスペースシップ IIIであるVSS Imagineは、2021年3月30日に展開され、2021年夏までに飛行テストを開始する前に地上テストを行う必要があることが示された。
しかし、その後これらの機体が飛行することはなく、一方でヴァージン・ギャラクティックはさらに新型のDelta Classの開発を進めることを発表していた。最終的に2024年に先代のVSS Unityが運用終了した際に、VSS ImagineとVSS InspireはともにDelta Class開発のための地上試験などに転用されることが報じられている。

## 機体一覧
| 名称        | 発表日 | 運用開始 | 運用停止 | 備考                                                     |              |
| ----------- | ------ | -------- | -------- | -------------------------------------------------------- | ------------ |
| VSS Imagine | 2021   | -        | -        | 1機目のスペースシップIII。 Delta Classの地上試験に転用。 | [ 17 ] [ 2 ] |
| VSS Inspire | 未公表 | -        | -        | 2機目のスペースシップIII。 Delta Classの地上試験に転用。 | [ 17 ] [ 2 ] |

## 参照
- ストラトローンチシステムズ
- 超音速輸送機
- スペースシップツー